# Tölcséres szagosgereben
A tölcséres szagosgereben (Phellodon tomentosus) a Bankeraceae családba tartozó, Európában és Észak-Amerikában honos, fenyvesekben élő, nem ehető gombafaj. 

## Megjelenése
A tölcséres szagosgereben kalapja 2-6 cm széles, fiatalon bunkós, de hamar tányérszerűen kiterül, a közepe bemélyedő; a szomszédos termőtestek gyakran összenőnek. Felszíne fiatalon bársonyos, később szálas-pikkelyes. Színe szürkés- vagy bézsbarna, körkörösen zónázott; közepe általában sötétebb, növekedésben lévő széle fehéres.
Húsa szívós, bőrszerű, barnás színű. Szaga kiszáradva leveskockára emlékeztet, íze kesernyés. 
Lefutó termőrétege tüskés. A tüskék 2-3 mm hosszúak, nagyon sűrűn állnak, színük fiatalon fehéres, később halványbarnás.
Tönkje 1-3 cm magas és 0,3-0,6 cm vastag. Alakja hengeres vagy szabálytalan. Színe világosbarna, felszíne nemezes. Sokszor több is kinő a föld alatti labdaszerű micéliumtömegből.
Spórapora barna. Spórája kerekded, tüskés, mérete 3,5-4 x 2,5-3,5 µm.

### Hasonló fajok
A vaskos fásgereben, szalagos likacsosgomba, fahéjbarna likacsosgomba hasonlíthat hozzá. 

## Elterjedése és termőhelye
Európában és Észak-Amerikában honos. Magyarországon ritka.
Savanyú, mohás talajú fenyvesekben és vegyes erdőkben él, fenyőkkel alkot gyökérkapcsoltságot. Júniustól októberig terem. 

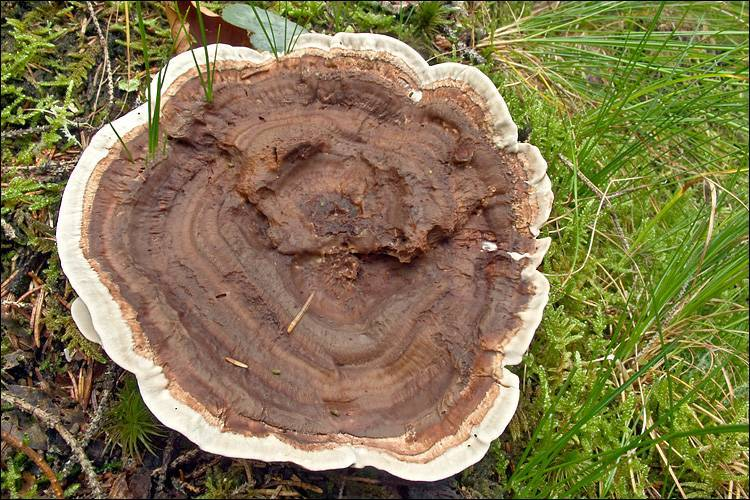
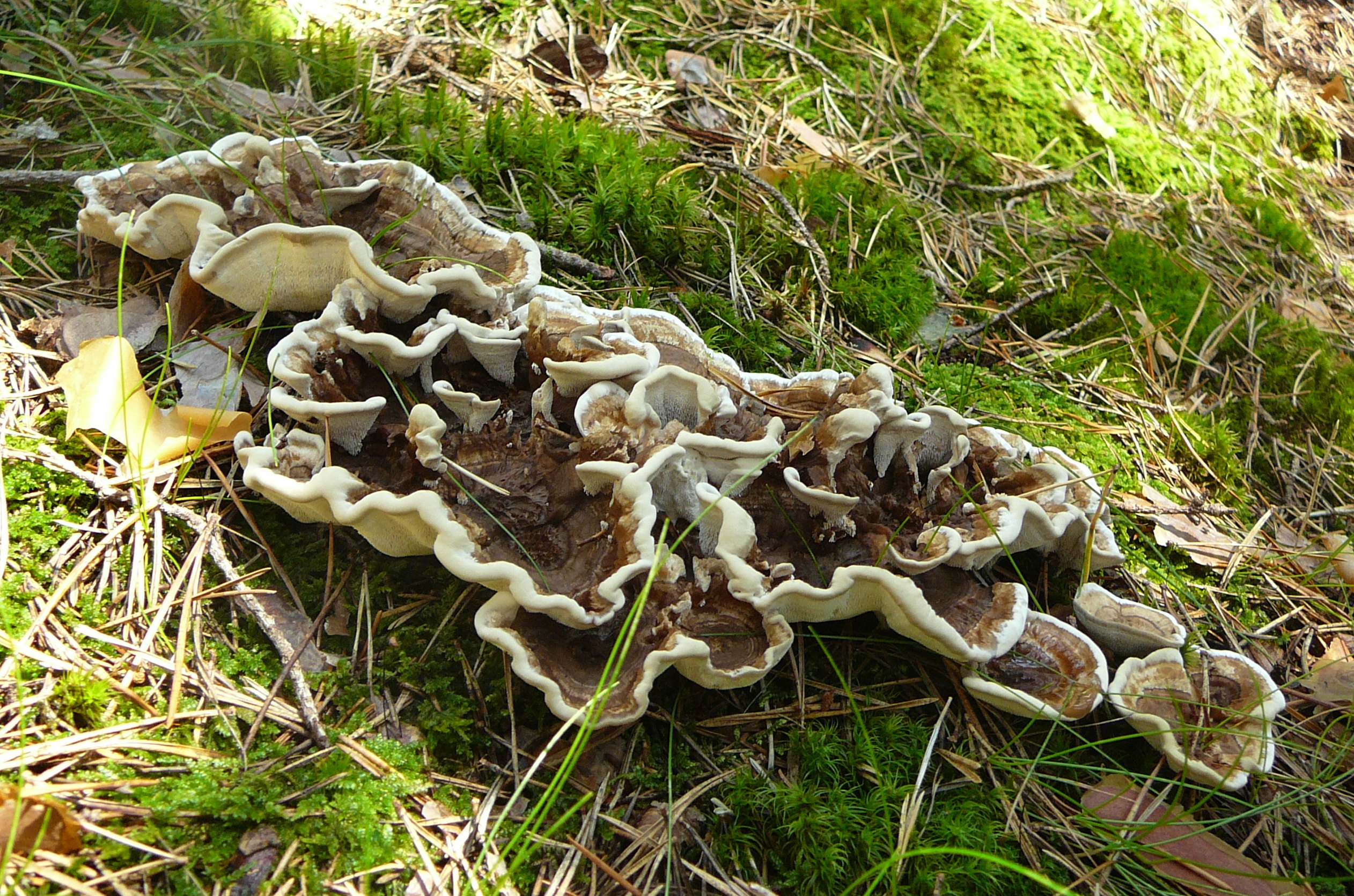
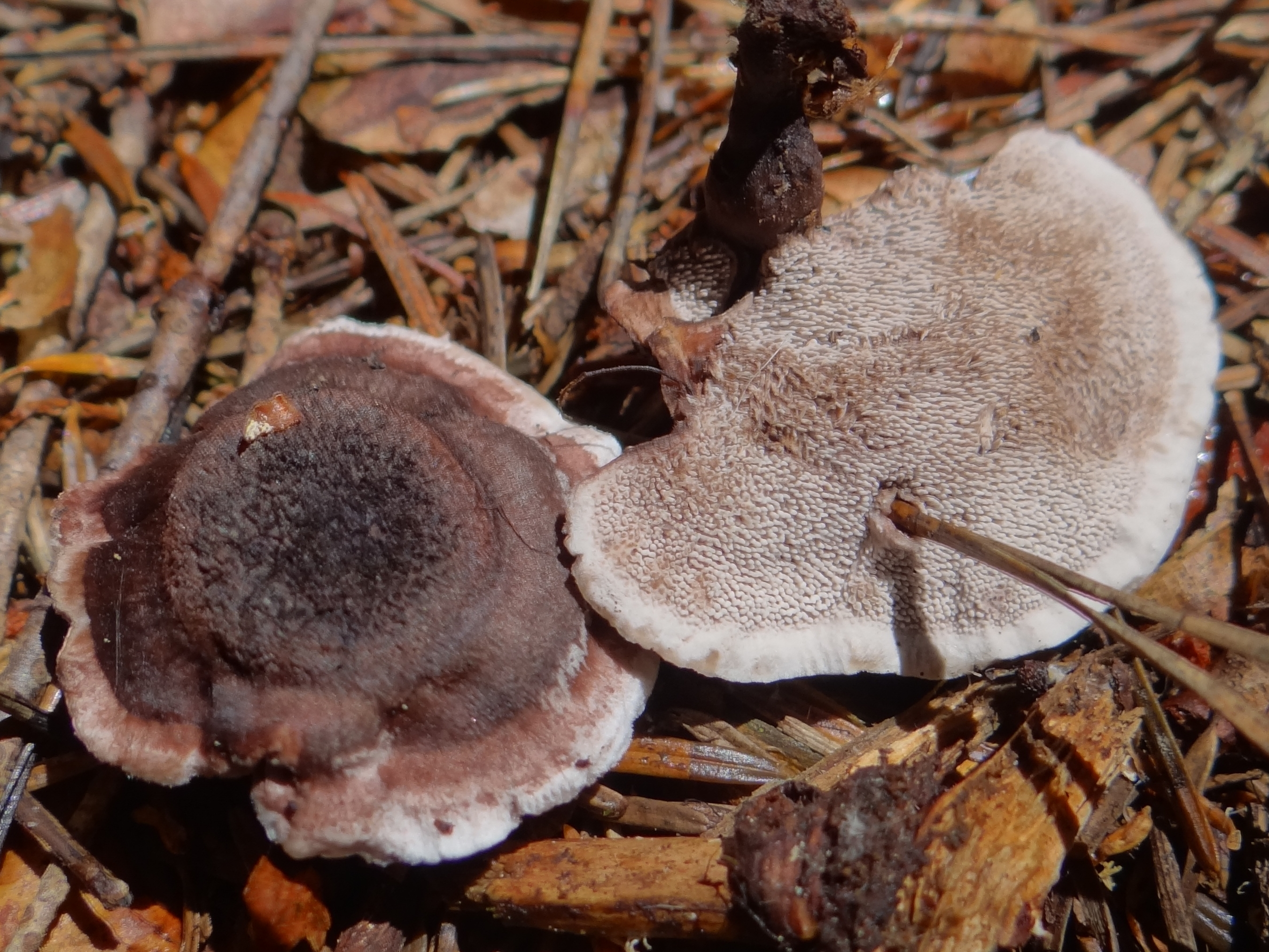
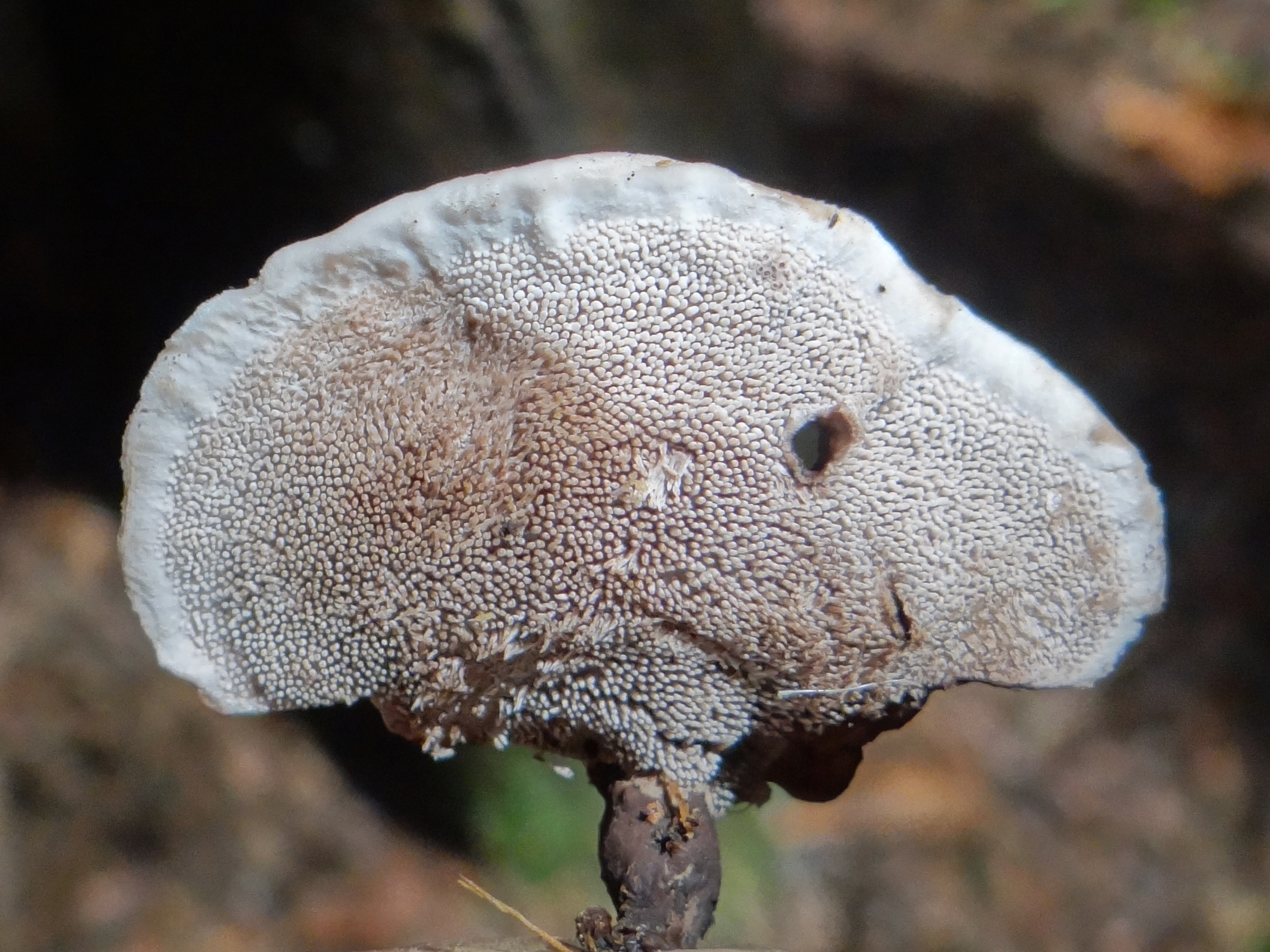
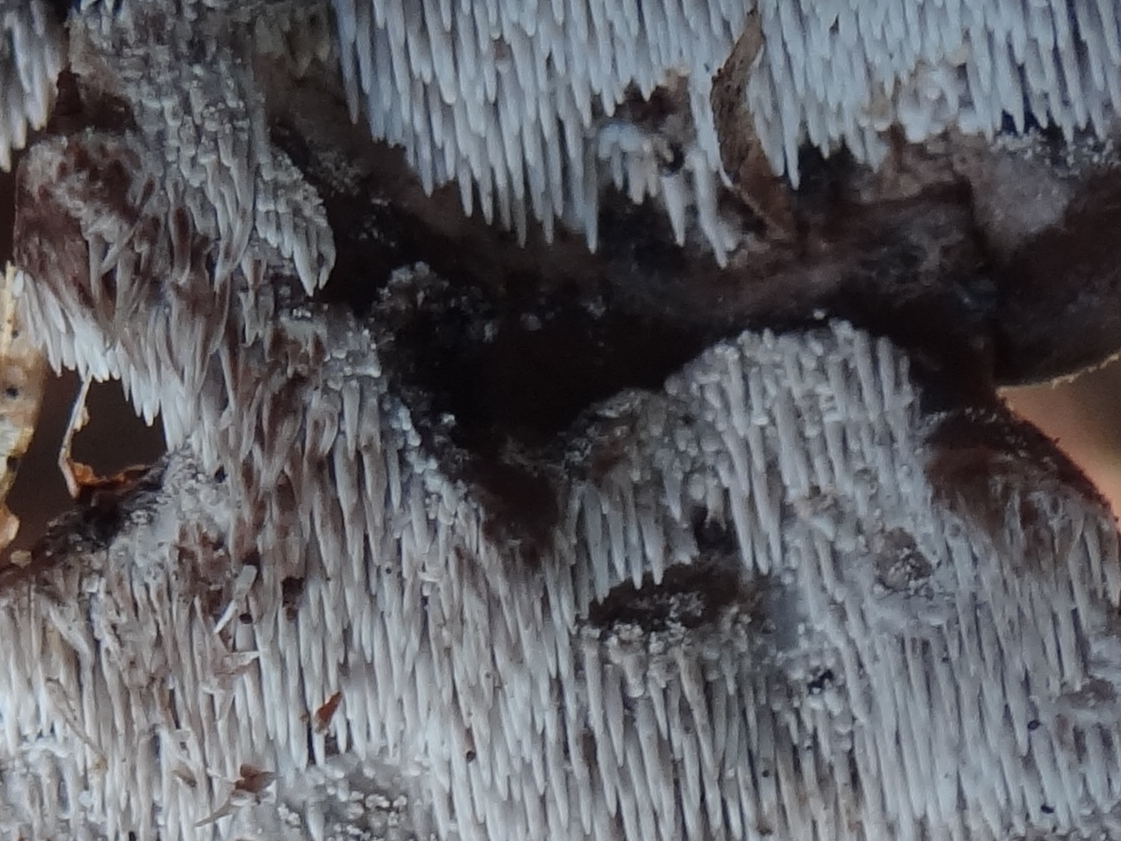

Nem ehető. 